# ديدجيريدو

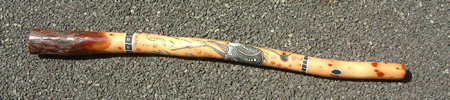

ديدجيريدو  (بالإنجليزية: Didgeridoo)‏ هي آلة نفخ موسيقية أسترالية.
وجدت مجموعة بحث علمية أن العزف عليها لمدة 4 أشهر يساعد علي التخلص من الشخير. 